# Masakra w Akrab
Masakra w Akrab – domniemane morderstwa na cywilach dokonane przez syryjską armię lub prorządową milicję szabiha 11 grudnia 2012 podczas wojny domowej w Syrii w wyniku czego zginęło według opozycjonistów od 125 do 150 osób, z czego większość stanowili alawici.

## Tło
Wojna domowa w Syrii wybuchła 15 marca 2011. W czasie wojny domowej armia dokonywała licznych masakr w syryjskich miastach, atakując nieuzbrojonych cywilów z broni pancernej. Do wydarzeń takich dochodziło m.in. podczas pacyfikacji Dżisr asz-Szughur z czerwca 2011, czy w Hamie w lipcu 2011. 25 maja 2012 w Huli z 25 maja 2012 masowa zbrodnia została dokonana w czasie obowiązywania teoretycznego rozejmu; milicja szabiha zabiła 108 cywilów. Hula leży w pobliżu miejscowości Akrab na północ od Hims. Największa masakra cywilów podczas wojny domowej miała miejsce podczas pacyfikacji Darajji. 24 sierpnia 2012 w ostrzale artyleryjskim i mordach zginęło nawet 400 osób.

## Masakra
Masakra miała miejsce w wiosce Akrab między Hims i Hamą. Miejscowość zamieszkuje mniejszość alawicka, z której wywodzi się rządzący reżim. Do wydarzenia doszło 11 grudnia 2012, kiedy wioskę otoczyli żołnierze Wolnej Armii Syrii. Opozycjoniści przedstawiają trzy wersje przebiegu masakry.
W serwisie YouTube opublikowano film, w którym nastoletni chłopiec ocalony z masakry opowiada o jej przebiegu. Powiedział, że w czasie ataku rebeliantów na wioskę, milicjanci szabiha uwięzili cywilów w budynku, tłumacząc im, że bronią ich przed terrorystami. Kiedy rebelianci chcieli odbić zakładników, milicjanci nie wypuścili cywilów z budynku i zaczęli strzelać. Chłopiec powiedział, że stracił w masakrze całą rodzinę. Dodał, że według niego łącznie zginęło ok. 300 osób. Ta wersję potwierdziło trzech innych świadków.
Inna wersja zdarzeń mówi, że milicja szabiha użyła cywilów jako żywych tarcz w czasie walk w Akrab. Cywilów także uwięziono w jednym z budynków, jednak ich uwolnienie i poddanie się milicji miała wynegocjować starszyzna plemienna. Jednak milicja proreżimowa zmieniła zdanie i wysadziła budynek z zakładnikami w powietrze, w wyniku czego zginęło według opozycjonistów 125-150 cywilów, w przeważającej ilości alawitów.
Trzecia wersja mówiła, iż w czasie walk w Akrab, szabiha użyła cywilów jako żywych tarcz i zgromadziła ok. 200 cywilów w budynku. Idące na odsiecz milicjantom wojska rządowe miały ostrzelać z artylerii i zbombardować z powietrza budynek, gdzie przetrzymywano zakładników.
Z kolei korespondent ITV News, który odwiedził miejsce domniemanej masakry, doniósł, że wbrew zapewnieniom sił opozycyjnych budynek, w którym mieli być przetrzymywani zakładnicy nadal stoi w dobrym stanie. Wypytani przez niego świadkowie stwierdzili, że zakładników pojmali żołnierze Wolnej Armii Syrii (prawdopodobnie w celu użycia ich jako żywych tarcz), zaś po starciu z armią syryjską ludzie przebywający w budynku zostali odwiezieni w bezpieczne miejsce. Godny odnotowania jest też brak nagrań z miejsca masakry, mimo że siły opozycyjne dotychczas dbały o dokumentowanie tego typu zajść. Sugerowałoby to, iż za masakrą stali rebelianci, a zajście w Akrab mogło być odwetem za masakrę w Huli.
Rząd w Damaszku nie ustosunkował się co do przebiegu wydarzeń, natomiast opozycyjne ugrupowania oskarżyły reżim o zabijanie własnych popleczników.

## Skutki masakry

### Ofensywa rebeliantów pod Hamą i masakra cywilów w Halfai
W wyniku masakry w Akrab Wolna Armia Syrii opracowała plan ofensywy w muhafazie Hama. Operacja rozpoczęła się 16 grudnia 2012 i w przeciągu czterech dni zajęli wszystkie miejscowości na północ od Hamy, uprzednio kontrolowane przez siły rządowe. Otworzyło to drogę do ataku na Hamę, jednak 23 grudnia 2012 lotnictwo syryjskie w mieście Halfaja dokonało kolejnej masakry, bombardując cywilów oczekujących w kolejce na chleb przez piekarnią. W nalocie zginęło 94 cywilów.